# Stöbberbach
Der etwa 10 Kilometer lange Stöbberbach oder Stobberbach östlich von Berlin ist ein organisch geprägter Bach des Flusssystems der Elbe. Zusammen mit der längeren Stöbber (seltener Stobber), die zum Flusssystem der Oder gehört, im Niedermoor des Roten Luches aus Oberflächenwasser und seitlichen Quellen entsteht, stellt der gemeinsame Scheitelbereich 46,3 m über NHN eine Pseudobifurkation dar.

## Name
In der Literatur und auf Karten finden sich beide Schreibweisen: Stöbberbach und Stobberbach. In der aktuellen Digitalen Topographischen Karte heißt in allen Maßstäben der östliche Abfluss des Roten Luches Stöbber, der westliche Stöbberbach. In den Messtischblättern der ersten Hälfte des 20. Jahrhunderts war dies ebenso. Im Schmettauschen Kartenwerk (1767–1787) ist allerdings die Stöbber östlich der Wasserscheide als Stobbergraben bezeichnet. Der Name Stöbber leitet sich aus slawisch: Stobberow = Gitter, Lattenzäune; her.

## Verlauf
Der Stöbberbach mündet nach rund zehn Kilometern in die Löcknitz, die beim Forsthaus Bienenwerder entspringt und hier schon den Maxsee durchlaufen hat. Wenig später mündet vom Liebenberger See her Lichtenower Mühlenfließ. Anschließend fließt die Löcknitz südlich im Abstand von teilweise mehr als 2 km an den Grünheider Seen vorbei zum Flakensee und mündet dann in den Dämeritzsee der Spree, die über die Havel und Elbe in die Nordsee entwässert. 
Dieser kürzere Teil der Stöbber wird zur Unterscheidung heute zumeist als Stöbberbach bezeichnet, bis in das 20. Jahrhundert trug er den Namen Köpernitz. Das Quellgebiet und der obere Lauf des Stöbberbachs befinden sich im Naturpark Märkische Schweiz. Die 25 Kilometer lange Stöbber fließt hingegen vom Roten Luch nach Nordosten durch Buckow, den Hauptort der Märkischen Schweiz, zum Oderbruch. Er vereinigt sich bei Altfriedland mit dem Quappendorfer Kanal zum Friedländer Strom, dessen Wasser über die Alte Oder, die Hohensaaten-Friedrichsthaler Wasserstraße und die Oder im Stettiner Haff der Ostsee zugeführt wird.

## Quellgebiet Rotes Luch

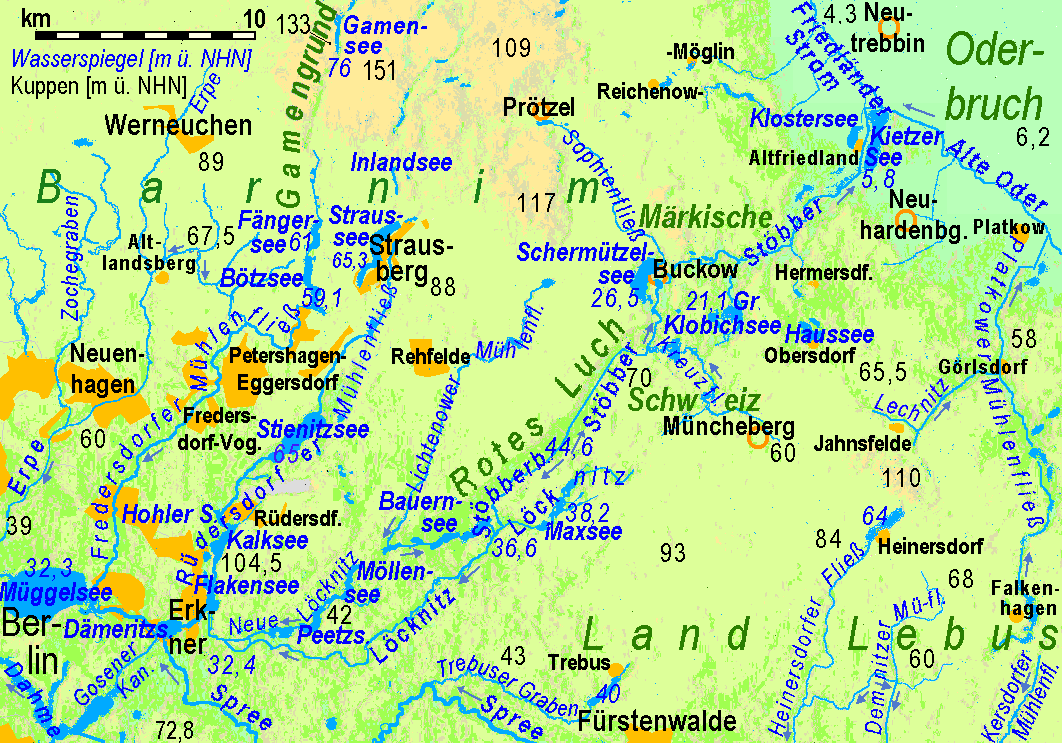
Der Stöbberbach im Süden des Roten Luchs

Der Stöbber/Stöbberbach durchschneidet als schnurgerader Graben das fast baumlose Wiesengebiet des trockengelegten Luchs und wird von verschiedenen umliegenden Quellbereichen durch ein ausgedehntes Grabensystem gespeist. Die Nordsee-Ostsee-Wasserscheide liegt in der Nähe des Bahndamms der Preußischen Ostbahn. Der Wechsel in der Fließrichtung des hier fast stehenden Stobbers erfolgt im Scheitelpunkt erst einmal kaum merklich. Sehr wahrscheinlich wurde der heutige schnurgerade Stobbergraben im Bereich des Luchs künstlich angelegt. Dabei wurde möglicherweise der südwestliche Abfluss aus dem Moorgebiet und der Lauf der Löcknitz geändert. So heißt es in einem Beitrag in der Zeitschrift der Deutschen Geologischen Gesellschaft aus dem Jahr 1852, dass gegen Süden die Löcknitz zur Spree abfließt, welche dicht neben dem Stobber im rothen Luch entspringt. Eine Kanalverbindung der Spree und Oder durch das rothe Luch und die Fortsetzung desselben gegen N.O. durch das Thal des Stobbers kann in den Terrainverhältnissen keine grosse Schwierigkeiten darbieten.

## Verlauf und Vereinigung mit der Löcknitz

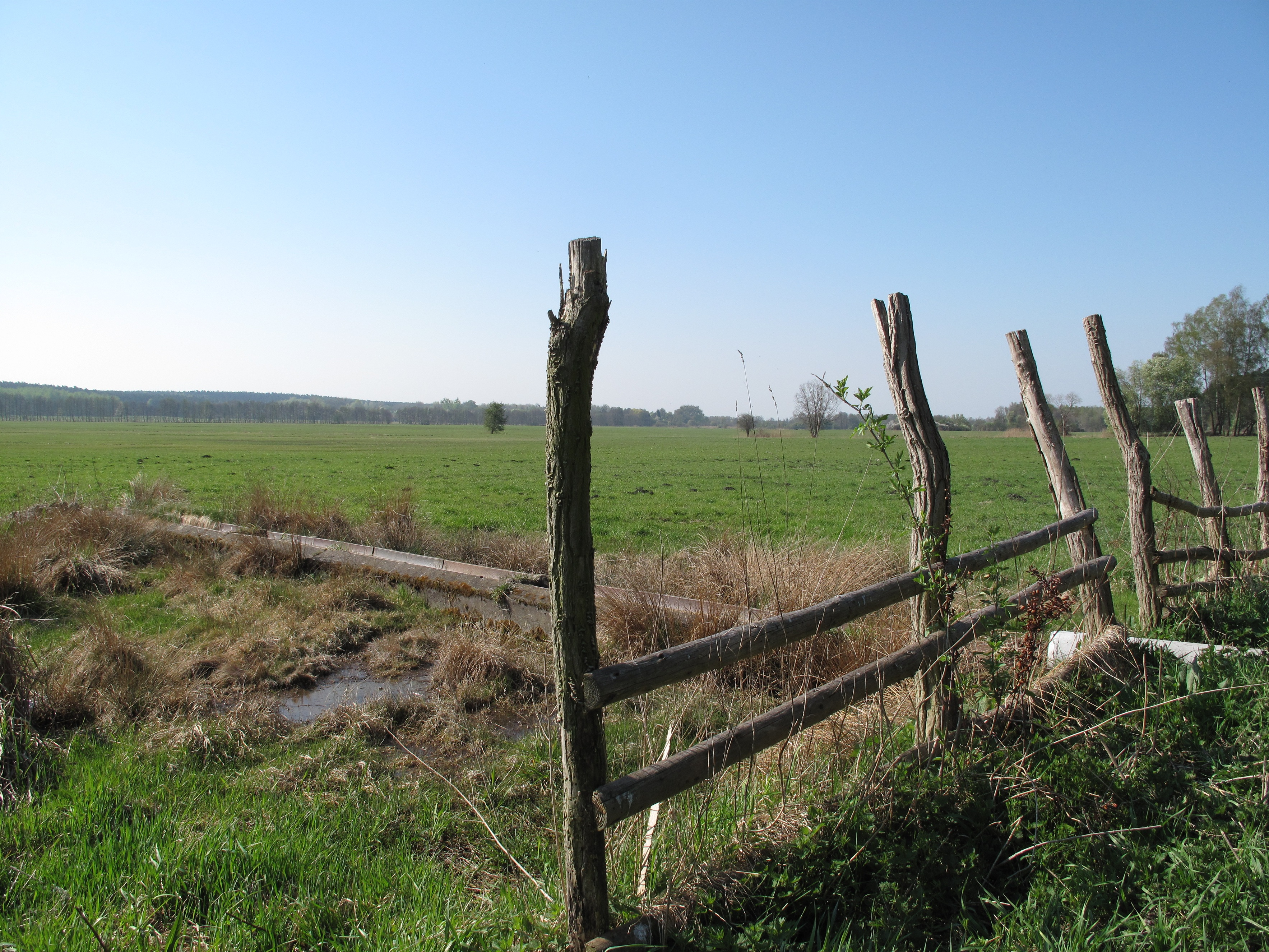
Quellgebiet Rotes Luch

Vor den Meliorationsmaßnahmen der letzten zwei Jahrhunderte war das Luch tiefgründig vermoort. Im Südwestteil, den der Stobberbach nach seiner Ausbildung auf rund drei Kilometern durchzieht, bestehen noch heute Moormächtigkeiten von durchschnittlich ein bis zwei Metern, im Maximum von knapp über drei Metern. Im unteren Teil des Wiesengebietes kreuzt das Gewässer den Jacobsweg zwischen Frankfurt/Oder und Erkner. Am südwestlichen Ausgang des Roten Luchs unterquert der Stobberbach kurz vor Heidekrug die hier vereinten Bundesstraßen 1 und 5. Der Bach durchfließt das kleine Dorf Heidekrug (Gemeindeteil der Stadt Müncheberg) und strömt am Westrand der Hinterheide erst weiter nach Südwesten, anschließend am Südrand des Waldes Richtung Südost. Nach dem Verlassen des Waldes erreicht er ein Bruchgebiet zwischen dem Maxsee und dem Liebenberger See. In dem ausgedehnten Sumpfgebiet mündet der Stöbberbach östlich Kienbaum, aber noch auf dem Gebiet des Müncheberger Ortsteils Hoppegarten, in die Löcknitz. 
Bis um die letzte Jahrtausendwende war die Mündungsstelle als Ursprung der Löcknitz aus zwei Quellbächen definiert, des Stöbberbachs und des damals als Mühlenfließ ohne Namenszusatz bezeichneten Abflusses des Maxsees. Tatsächlich ist der Oberlauf der Löcknitz fast 2 km kürzer und wohl etwas weniger wasserreich als der Stöbberbach. Gewissermaßen als dritter Quellbach mündet 650 m weiter das mehr als doppelt so lange Lichtenower Mühlenfließ mit etwa gleicher Abflussmenge wie der Stöbberbach.
- Erster Zusammenfluss:
  - Löcknitz, Forsthaus Bienenwerder → Maxsee, Pegel Neue Mühle: 0,15 m³/s, 8,08 km
  - Stöbberbach, Pegel Heidekrug: 0,17 m³/s, 9,74 km
- Zweiter Zusammenfluss:
  - Löcknitz mit Wasser des Stöbberbaches: 0,32 m³/s
  - Lichtenower Mühlenfließ, Pegel Abfluss Liebenberger See: 0,17 m³/s

## Etymologie und Namensgebung

### Stöbberbach
Die folgenden Angaben beziehen sich weitgehend auf den nordöstlichen Teil der Stöbber. Da aber auch der südwestliche Lauf heute den gleichen Namen (mit dem Zusatz bach) trägt, gelten die etymologischen Angaben gleichlautend für den Stobberbach. Die erste bekannte Erwähnung der Stöbber stammt aus dem Jahr 1245 als fluuium qui Stoborov nuncupatur. 1253 findet sich die Bezeichnung super Stobravam, 1305 der Eintrag Stobero und 1472 die große Stobberow. In seiner Statistisch-topographischen Beschreibung der Kurmark Brandenburg (Band 1) von 1788 führt August Heinrich von Borgstede die Bezeichnung Stobberwow-Fließ an. Auch 1843 verzeichnet das Urmesstischblatt des Königreichs Preußen noch die Bezeichnung Stobberow. Entsprechend wird die heutige Bezeichnung Stöbber oder Stobber als jüngere Katasterform eingeordnet.
Die ursprüngliche Namensform der Stobberwow wird der altpolabischen Grundform Stoborov- zu stobor = Gitter, Gartenzaun zugeordnet (vgl. altpolnisch steber und serbisch-kirchenslawisch stoborž = Säule). Reinhard E. Fischer merkt an, dass das Appellativum stobor heute nur noch im Südslawischen vertreten sei, es aber im Polnischen Vergleichsnamen wie den Gewässernamen Stobierna oder den Ortsnamen Stobrawa gebe. Der Beleg aus dem Jahr 1253 könne auch auf eine altpolabische Grundform Stobrava hinweisen; das Suffix -ava komme vor allem in alten Gewässernamen vor.

### Köpernitz

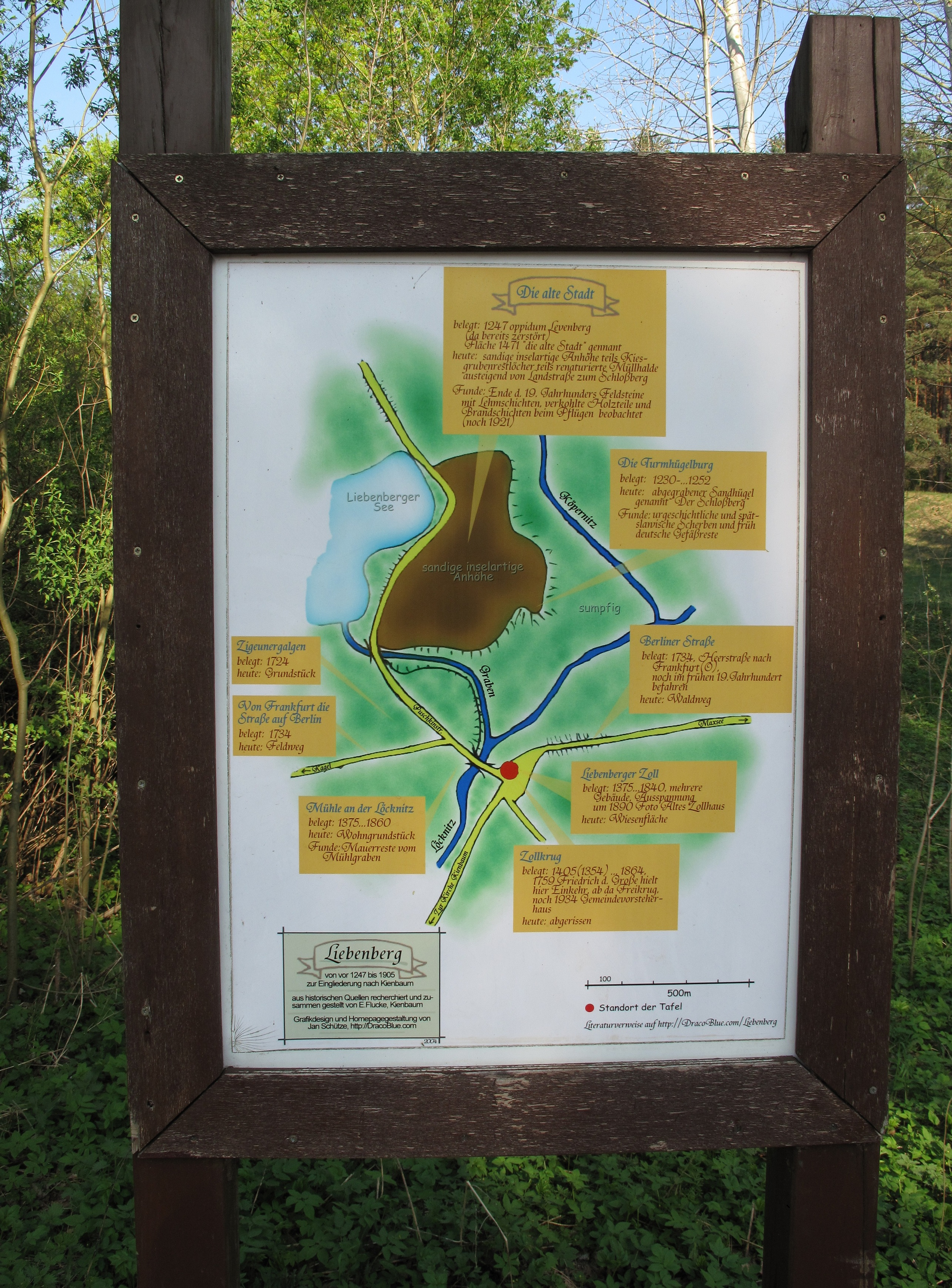
Informationsschild in Liebenberg mit der historischen Bezeichnung Köpernitz für den Stobberbach

Ältere Dokumente und Karten, aber auch ein aktuelles Informationsschild vor Ort, bezeichneten beziehungsweise bezeichnen den gesamten Bach vom Roten Luch bis zum Mühlenfließ als Köpernitz. Unter diesem Namen ist der Bach erstmals 1247 in den Regesten der Markgrafen von Brandenburg aus askanischem Hause als rivulus Coppernitz verzeichnet. 1249 findet sich die Bezeichnung Köpnuci. Das Erbregister von Rüdersdorf enthält 1547 den Eintrag Köpernitz. 1846 wird er Köpnick Graben und im Urmesstischblatt von 1911 Köppick-Graben genannt. Der nach Angabe einer Expertin des Leibniz-Instituts für Gewässerökologie und Binnenfischerei eigentlich unlogische Name Stobberow, Stöbber oder Stöbberbach auch für diesen vom Roten Luch nach Südosten fließenden Bach hat sich erst in jüngerer Zeit eingebürgert:

„Der Umstand, daß zwei in entgegengesetzte Richtungen fließende und zu verschiedenen Flußgebieten gehörende Wasserläufe denselben Namen tragen ist ungewöhnlich und unlogisch. Vergleicht man Gewässerbezeichnungen im brandenburgisch-mecklenburgischen Raum aus slawischer Zeit, so fällt auf, daß die damaligen Bewohner sehr gute Kenntnisse von den Zusammenhängen des Gewässernetzes hatten. Die Übertragung des Namens auf den südwestlich gerichteten Abfluß muß im vorigen Jahrhundert mangels Sachkenntnis erfolgt sein. Dafür gibt es auch aus anderen Gebieten der Mark Brandenburg Beispiele, wo durch Übernahme unzutreffender Bezeichnungen in amtliche Kartenwerke Gewässernamen heute anders lauten, als es unter der Bevölkerung Brauch war und z. T. noch ist. Bei der Benennung der Stobberow sind sich die Kartographen offenbar nicht schlüssig. Auf Karten der letzten anderthalb Jahrhunderte findet man für beide Wasserläufe sowohl Stöbber, Stöbberbach, der Stobber oder die Stobberow.“

Dass zwei Flüsse, die von einem Punkt einer Wasserscheide in entgegengesetzte Richtungen fließen, den gleichen Namen tragen, ist allerdings nicht außergewöhnlich, auch wenn sie nicht durch eine Pseudobifurkation miteinander verbunden sind.
Das Brandenburgische Namenbuch leitet den Namen Köpernitz aus dem altpolabischen Kopr'nica zu kopr = Dill ab.